# IC 1705
IC 1705 је елиптична галаксија у сазвјежђу Кит која се налази на листи објеката дубоког неба у Индекс каталогу.
Деклинација објекта је - 3° 30' 6" а ректасцензија 1h 26m 44,8s. Привидна величина (магнитуда) објекта IC 1705 износи 13,5 а фотографска магнитуда 14,5. IC 1705 је још познат и под ознакама MCG -1-4-48, PGC 5377.